# Classique de Saint-Sébastien 1998
La 18e édition de la Classique de Saint-Sébastien a eu lieu le 8 août 1998.  Elle a été remportée par l'Italien Francesco Casagrande.
La course disputée sur un parcours de 232 kilomètres est l'une des manches de la Coupe du monde de cyclisme sur route 1998.

## Parcours
On retrouve le parcours habituel de cette classique espagnole, avec l'Alto de Jaizkibel en juge de paix, dont le sommet se situe à 30 km de l'arrivée.

## Récit de la course
Le début de course est marqué par une longue échappée solitaire de Cédric Vasseur, échappé depuis le 25e kilomètre de course. Il atteint son avance maximale sur le peloton au km 97, avec 19 min 15 s d'avance.
Regroupement général au km 195.
Dans l'Alto de Jaizkibel, Laurent Jalabert puis Roland Meier impriment le rythme, avant que six hommes forts se détachent : 2 coureurs de l'équipe Saeco : Leonardo Piepoli et Paolo Savoldelli, 2 de l'équipe Cofidis : Francesco Casagrande et Bobby Julich et 2 de l'équipe Polti : Axel Merckx et Davide Rebellin. Peu avant le sommet, 3 coureurs s'isolent en tête de course et ne seront plus rejoints : Casagrande, Merckx et Piepoli. Leurs équipiers respectifs qui les accompagnaient sont repris tandis qu'un groupe de 4 part en contre-attaque (Daniele Nardello, Ángel Casero, Andrea Tafi, Maximilian Sciandri).

À Saint-Sébastien, Francesco Casagrande s'impose en dominant au sprint ses 2 compagnons d'échappée.

## Classement
| #  | Coureur              | Équipe                |    | Temps           |
| -- | -------------------- | --------------------- | -- | --------------- |
| 1  | Francesco Casagrande | Cofidis               | en | 5 h 43 min 45 s |
| 2  | Axel Merckx          | Team Polti            | +  | 0 s             |
| 3  | Leonardo Piepoli     | Saeco-Cannondale      |    | 2 s             |
| 4  | Andrea Tafi          | Mapei-Bricobi         |    | 1 min 15 s      |
| 5  | Daniele Nardello     | Mapei-Bricobi         |    | 1 min 15 s      |
| 6  | Maximilian Sciandri  | La Française des jeux |    | 1 min 20 s      |
| 7  | Ángel Casero         | Vitalicio Seguros     |    | 1 min 20 s      |
| 8  | Léon van Bon         | Rabobank              |    | 1 min 43 s      |
| 9  | Udo Bölts            | Team Deutsche Telekom |    | 1 min 43 s      |
| 10 | Giuseppe Di Grande   | Mapei-Bricobi         |    | 1 min 43 s      |